# Lista de recursos removidos no Windows 11
O Windows 11 é um grande lançamento do sistema operacional Windows NT e o sucessor do Windows 10. Vários recursos que se originaram em versões anteriores do Windows e que foram incluídos em versões até o Windows 10 não estão mais presentes no Windows 11. A seguir está uma lista destes.

## Software incluído

### Não está mais disponível
As seguintes aplicações não estão mais incluídos no Windows 11
- Internet Explorer (ainda pode ser aberto a partir das Opções da Internet no Painel de Controlo)
- Carteira

### Não incluindo, mas disponível
As seguintes aplicações não estão incluídas no Windows 11, mas ainda podem ser instaladas a partir da Microsoft Store
- Visualizador 3D
- OneNote para Windows 10
- Paint 3D
- Skype

## Windows Shell
As seguintes opções do Windows Shell já não estão disponíveis no Windows 11.
- Status rápido da tela de bloqueio
- Modo Tablet[1][2]
- O recurso "Linha do Tempo" na visualização de tarefas[1]
- A opção "Guardar Pesquisa" no Explorador de Ficheiros

Além disso:
- "O teclado tátil já não se fixa em ecrãs maiores do que 18 polegadas.[1]
- O Windows já não sincroniza os papéis de parede do ambiente de trabalho entre dispositivos com uma conta Microsoft.[1]
- O Windows já não mostra uma pequena pré-visualização de imagens ou vídeos nas miniaturas das pastas. Em vez disso, mostra o ícone genérico da pasta para qualquer pasta que contenha imagens ou vídeos. (Esta alteração foi revertida nas compilações internas de fevereiro de 2022.) [3]

### Menu Iniciar
Algumas funcionalidades do Menu Iniciar foram removidas e substituídas por outras funcionalidades
- Pastas e grupos[1] (restabelecidos em compilações internas de fevereiro de 2022) [3]
- Blocos dinâmicos (o painel Widgets fornece partes do que os blocos dinâmicos das aplicações incluídas no Windows 10 forneciam antes) [1]
- Arquivos recentes e fixados em aplicações também fixadas

### Barra de tarefas
As seguintes funcionalidades da barra de tarefas não estão mais disponíveis a partir do Windows 11
- Suporte para mover a barra de tarefas para o topo, esquerda ou direita da tela[4]
- Suporte para alterar o tamanho da barra de tarefas ou de seus ícones
- "Hora" não é exibida no calendário ao clicar em "Data/Hora" na barra de tarefas
- Os eventos agendados não são exibidos no calendário quando abertos
- A opção de mostrar ou ocultar os ícones da bandeja do Windows Shell (apenas ícones de terceiros podem ser ocultados ou mostrados)
- Todas as configurações e atalhos no menu de contexto da barra de tarefas (apenas um atalho para a área de configurações da barra de tarefas da aplicação Definições está disponível. ) [4]
- Os submenus de rede e áudio foram consolidados em um novo submenu de configurações
- "Alguns ícones na bandeja do sistema", embora a Microsoft não especifique quais[1]
- Suporte para componentes da barra de tarefas de terceiros (deskbands) [1]
- O gesto de deslizar para cima para "jumplists"
- Capacidade de mover a bandeja do sistema do monitor principal[5]
- O botão Pessoas (o botão "Conversar" desenvolvido pelo Microsoft Teams toma seu lugar. )
- O painel Notícias e Interesses (O painel "Widgets" tem a mesma finalidade. )
- Central de ações (dois submenus separados ocupam seu lugar: "Central de notificações" e "Configurações rápidas")
- Suporte para mostrar um ícone por janela do aplicativo na barra de tarefas (restabelecido em maio de 2023; opção juntada com exibição de rótulos[6]
- Suporte para mostrar rótulos de janelas na barra de tarefas (restabelecido em maio de 2023; opção juntada com a separação de ícones de janelas[6]
- Suporte para colocar uma aplicação em foco arrastando um arquivo para seu botão[4] (Reinstalado em compilações internas de fevereiro de 2022) [3]
- O Gerenciador de Tarefas não pode mais ser aberto clicando com o botão direito na barra de tarefas (reinstalado em compilações internas de setembro de 2022)
- Capacidade de espiar a área de trabalho passando o cursor do rato sobre o botão Mostrar área de trabalho (restabelecido na atualização de novembro de 2022) [7]
- Capacidade de exibir os segundos na hora atual removida[8] (restabelecida em novembro de 2022[9] )

## Definições
O Histórico de Arquivos só pode ser configurado a partir do Painel de Controlo, que não suporta adicionar pastas personalizadas ao conjunto de pastas protegidas como a aplicação Definições no Windows 10 fazia.

## Arquitetura
O Windows 11 está disponível apenas para as arquiteturas x86-64 e ARM64, pois a Microsoft não oferece mais uma versão do Windows para sistemas IA-32 x86 e ARMv7. Consequentemente, NTVDM e os subsistemas "Windows on Windows 16 bits, que permitiam que as versões 32 bits do Windows executassem diretamente programas DOS e Windows 16 bits, não estão mais incluídos no Windows 11.
Agendamento no modo utilizador (UMS), disponível nas versões x64 do Windows 7 e posteriores, era um mecanismo leve que permitia às aplicações agendar seus próprios "threads", sem envolvimento do agendador do sistema. Este recurso não está incluído no Windows 11.